# 土壌分類

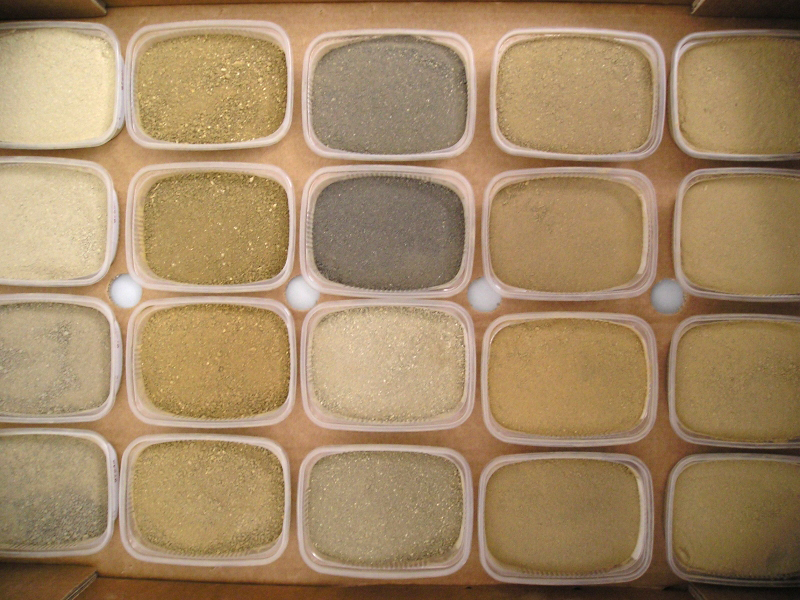
土壌の分類

土壌分類（どじょうぶんるい、soil classification）とは、使用の際に選択肢を決定する基準となる、各土壌を識別し得る特性に基づいた、土壌の系統的な分類である。土壌分類の基本単位を「土壌型」という。

## 概要
土壌分類において、体系自体の構造から、各分類項目の定義、あるいは利用方法に至るまで変更されることがある。土壌分類の考え方は、それを行う立場によって変わり、特に工学と土壌科学で分類の目的や方法が異なる。

## 工学での土壌分類
工学士、典型的には地盤工学士は土木や建築に関わり、土壌を土木・建築のための材料とみなす。彼らは、基礎の支持や建築材料として土壌を使用する際の参考にすることを目的とし、その工学的・力学的性質（主に粒度組成、液性限界、塑性限界）に応じて土壌を分類する。現代の工学的な分類体系は、野外観察から、土壌の工学的な性質と挙動の基本的な予測に簡単に移行できるように設計されている。

### 日本の工学的土壌分類
日本国内の工学的土壌分類は地盤工学会基準である。地盤工学会基準では土壌粒子をその粒径によって区分する。
- 細粒分(< 0.075mm)
  - < 0.005mm：粘土
  - 0.005 - 0.075mm：シルト
- 粗粒分(0.075 - 75mm)
  - 砂(0.075 - 2mm)
    - 0.075 - 0.25mm：細砂
    - 0.25 - 0.85mm：中砂
    - 0.85 - 2mm：粗砂

  - 礫(2 - 75mm)
    - 2 - 4.75mm：細礫
    - 4.75 - 19mm：中礫
    - 19 - 75mm：粗礫
- 石分(> 75mm)
  - 石(> 75mm)
    - 75 - 300mm：粗石
    - > 300mm：巨石

この粒度区分に基づき、石分の含量によって地盤材料は次のように区分される。
- 岩石質材料

石分が50%以上を占める。
- 石分まじり土質材料

石分が0-50%を占める。
- 土質材料

石分を含まない。
土質材料（いわゆる土）は粒度組成、有機物含量、天然物であるかどうかによって、表1のように7つの分類群（大分類）に大別される。
| 土質材料                           |                              | 大分類               |
| ---------------------------------- | ---------------------------- | -------------------- |
| 天然の土で有機物含量が低いもの     | 粗粒土 （細粒分＜50%）       | 礫質土（礫分＞砂分） |
| 天然の土で有機物含量が低いもの     | 粗粒土 （細粒分＜50%）       | 砂質土（礫分≦砂分）  |
| 天然の土で有機物含量が低いもの     | 細粒土 （細粒分≧50%）        | 粘性土               |
| 天然の土で有機物含量が低いもの     | 細粒土 （細粒分≧50%）        | 有機質土             |
| 天然の土で有機物含量が低いもの     | 細粒土 （細粒分≧50%）        | 火山灰質粘性土       |
| 人工物あるいは有機物含量が高いもの | 有機物を多く含むもの         | 高有機質土           |
| 人工物あるいは有機物含量が高いもの | 人工的に加工・生成されたもの | 人工材料             |

表2と3で示すように、大分類のうち、粗粒土（礫質土と砂質土）は礫分や砂分、細粒分の含量によって中分類され、さらに中分類は細粒分と砂分の含量によって小分類される。
| 礫質土      | 中分類         | 小分類                                        |
| ----------- | -------------- | --------------------------------------------- |
| 細粒分＜15% | 礫 砂分＜15%   | 礫 細粒分＜5%、砂分＜5%                       |
| 細粒分＜15% | 礫 砂分＜15%   | 砂まじり礫 細粒分＜5%、5%≦砂分＜15%           |
| 細粒分＜15% | 礫 砂分＜15%   | 細粒分まじり礫 5%≦細粒分＜15%、砂分＜5%       |
| 細粒分＜15% | 礫 砂分＜15%   | 細粒分砂まじり礫 5%≦細粒分＜15%、5%≦砂分＜15% |
| 細粒分＜15% | 砂礫 15%≦砂分  | 砂質礫 5%≦細粒分＜15%、15%≦砂分               |
| 細粒分＜15% | 砂礫 15%≦砂分  | 細粒分まじり砂質礫 細粒分＜5%、15%≦砂分       |
| 15%≦細粒分  | 細粒分まじり礫 | 細粒分質礫 15%≦細粒分、砂分＜5%               |
| 15%≦細粒分  | 細粒分まじり礫 | 砂まじり細粒分質礫 15%≦細粒分、5%≦砂分＜15%   |
| 15%≦細粒分  | 細粒分まじり礫 | 細粒分質砂質礫 15%≦細粒分、15%≦砂分           |

| 砂質土      | 中分類          | 小分類                                        |
| ----------- | --------------- | --------------------------------------------- |
| 細粒分＜15% | 砂 礫分＜15%    | 砂 細粒分＜5%、礫分＜5%                       |
| 細粒分＜15% | 砂 礫分＜15%    | 礫まじり砂 細粒分＜5%、5%≦礫砂分＜15%         |
| 細粒分＜15% | 砂 礫分＜15%    | 細粒分まじり砂 5%≦細粒分＜15%、礫分＜5%       |
| 細粒分＜15% | 砂 礫分＜15%    | 細粒分礫まじり砂 5%≦細粒分＜15%、5%≦礫分＜15% |
| 細粒分＜15% | 礫質砂 15%≦礫分 | 礫質砂 細粒分＜5%、15%≦礫分                   |
| 細粒分＜15% | 礫質砂 15%≦礫分 | 細粒分まじり礫質砂 5%≦細粒分＜15%、15%≦礫分   |
| 15%≦細粒分  | 細粒分まじり砂  | 細粒分質砂 15%≦細粒分、礫分＜5%               |
| 15%≦細粒分  | 細粒分まじり砂  | 礫まじり細粒分質砂 15%≦細粒分、5%≦礫分＜15%   |
| 15%≦細粒分  | 細粒分まじり砂  | 細粒分質礫質砂 15%≦細粒分、15%≦礫分           |

大分類のうち、細粒土（粘性土と有機質土と火山灰質粘性土）は粒度組成、液性限界、塑性限界および塑性指数により中・小分類される。粘性土は塑性図（塑性指数を液性限界に対してプロットした図）のA線（塑性指数Ip＝0.73、液性限界wL-20）によってシルトと粘土に分類される。
| 中分類                       | 小分類                       |
| ---------------------------- | ---------------------------- |
| シルト 塑性図上で A 線より上 | シルト（低液性限界） wL＜50% |
| シルト 塑性図上で A 線より上 | シルト（高液性限界） 50%≦wL  |
| 粘土 塑性図上で A 線より下   | 粘土（低液性限界） wL＜50%   |
| 粘土 塑性図上で A 線より下   | 粘土（高液性限界） 50%≦wL    |

有機質土の中分類も有機質土である。小分類は次の3つである。
- 有機質土（低液性限界）

wL＜50%
- 有機質土（高液性限界）

50%≦wL
- 有機質火山灰土

有機質で火山灰質
火山灰質粘性土の中分類も火山灰質粘性土である。小分類は次の3つである。
- 火山灰質粘性土（低液性限界）

wL＜50%
- 火山灰質粘性土（I 型）

50%≦wL＜80%
- 火山灰質粘性土（II 型）

80%≦wL
高有機質土は構成有機質の分解の程度により次の2つに小分類される。
- 泥炭

有機物の分解が進行しておらず繊維質。
- 黒泥

有機物の分解が進んでおり黒色。
上記の小分類の項目は粒度の均一性の程度や細粒分の特性によりさらに細分化される。

### 海外の工学的土壌分類
北米での最も一般的な工学的土壌分類体系は統一的土壌分類体系（the Unified Soil Classification System：USCS）である。USCSには三つの主要な分類群がある：（1）粗粒土（礫質土と砂質土）；（2）細粒土（例えば、シルトおよび粘土）；（3）高有機質土（泥炭と呼ばれる）。これら主要分類群はさらに細分化されている。粒径によって粗粒度は礫質土と砂質土に区別され、さらに"well-graded"とそれ以外の"poorly-graded"に分類される。細粒土はアッターベルグ限界（Atterberg limit）によってシルトと粘土に区別され、そのうえ、それぞれ低可塑性と高可塑性に分けられる。中程度の有機質土はシルトと粘土の細分化を考慮され、乾燥時の塑性特性（とアッターベルグ限界）の変化によって非有機質土から区別される。ヨーロッパ土壌分類体系（the European soil classification system、ISO14688）はUSCSと非常に類似している。異なる点は主に、コードの方法および、シルトや粘土に中間可塑性の分類が追加されている点、そのほか細かい点で異なる。
米国における他の工学的分類体系にはAASHTO土質分類法（American Association of State Highway and Transportation Officials（AASHTO） soil classification system）とthe Modified Burmister systemがある。
地盤工学の完全な土壌分類には色、現地の含水量、その他、USCSコードによって指定されているもの以外の土壌の材料特性を要する。USCSと、そこからさらに追記されている工学的な分類法はASTM D 2487で標準化されている。

## 土壌科学での土壌分類

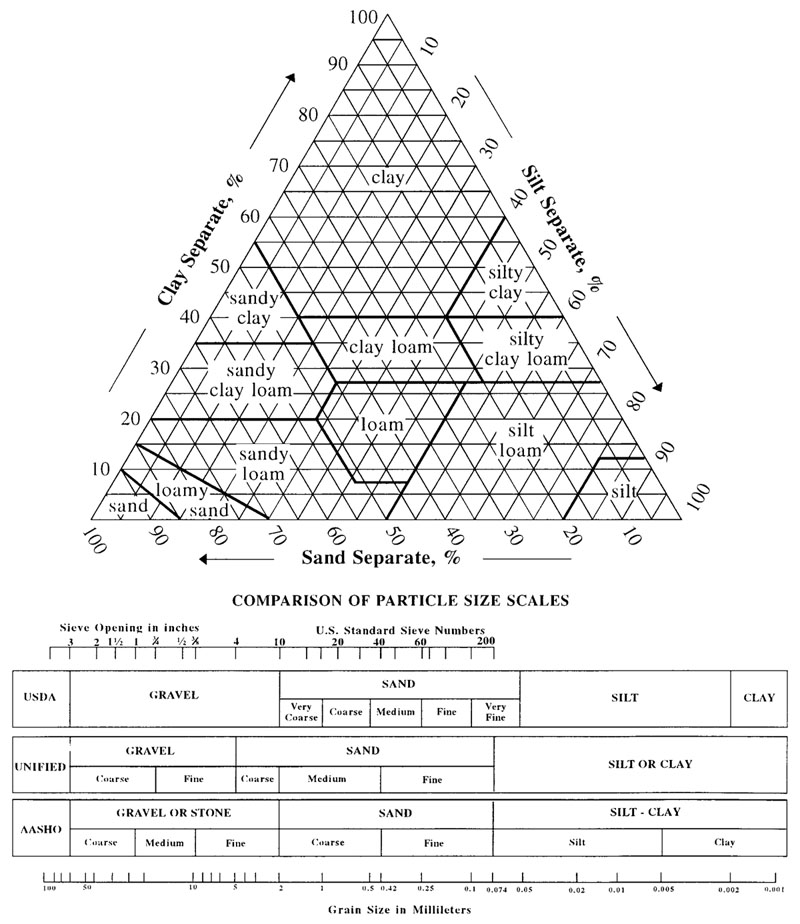
土性三角図（soil texture triangle）は、土壌粒子の大きさ（粒径）に基づいたUSDA分類法を示す。

地球科学は岩石の変質や地表での地球科学現象について研究している。この立場では土そのものではなく、土壌がどのように堆積・堆層して形成されたかが重要である。一方、土壌学では土壌を植物生育の基盤として注目している。植物生育には有機物の集積状態、孔隙の大きさや分布、地下水位の位置など土壌の構造が大きく関わる。このため、土壌学は土壌の構造と構成の両面を考慮して土壌を分類する。地球科学と土壌学のいずれにせよ、土壌を粒状・粉状の材料とする工学的アプローチと異なり、土壌を自然体（natural system）として扱う。

### 歴史

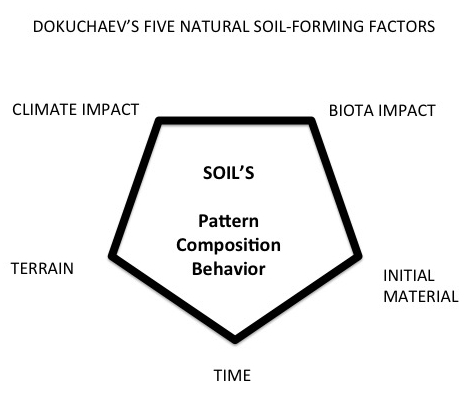
ドクチャエーフが提唱した土壌生成因子

土壌を自然体として分類するアプローチ（natural system approach）はロシアの土壌学者「現代土壌学の父」ヴァシーリー・ドクチャーエフ（Vasily Vasili'evich Dokuchaev）によって初めて行われた。ドクチャーエフは土壌を5つの因子（土壌生成因子）に基づき、土壌を
- 成帯性土壌（zonal soil）
- 成帯内性土壌（intrazonal soil）
- 非成帯性土壌（azonal soil）

の3つに分類した。さらに彼は分類群を細分化し、最終的に13の小分類群を作った。彼は、土壌の形態的性質がその材料の岩石（母岩あるいは母材）だけでなく他4つの土壌生成因子（気候、植生、地形、時間）によって決まることを初めて認識した。ドクチャーエフのロシアにおける観察では特に気候と植生による影響が大きいことが認められた。すなわち、気候帯に沿って類似の土壌が分布すると彼は考えた。ドクチャーエフの分類はこの調査結果に基づいている。
しかし、ドクチャーエフの理論に基づく調査が進むと、この理論が土壌分類において実用的でないことが明らかとなっていった。まず、土壌への気候帯の影響は植生より小さい。次に、母材が何であるかは判定できなかったり、異なる母材から類似の土壌が生成されたりする事例が観察された。つまり、土壌は、ドクチャーエフが提唱した土壌生成因子の単純な組み合わせで分類できるほど単純ではない。
また、土壌分類研究の初期では土壌生成作用が重視されていたが、こちらも分類作業に実用することが困難であることが明らかとなった。土壌生成作用とは、有機物の集積様式、造岩鉱物の風化の度合い、表層から下層への物質の溶脱様式などである。これらの情報を土壌断面の観察から判定することは非常に難しい。
以上の経験を経て、現在の土壌分類は客観的に計測可能な性質に基づいて行われる。分類のために注目される第一の性質は「土壌断面に形成されている特徴的層位の種類と積層の様子」である。次いで、各層位が持つ様々な性質（有機物含量、植物根の分布、粒度組成、土色、上層から移動して集積している物質の種類や量、土壌構造、および湛水による酸素供給制限などのために引き起こされた物質変化の痕跡）が肉眼観察される。続いて、層位ごとに土壌試料が採取され、pH、有機態炭素含量、交換性陽イオン組成などが分析される。

### 日本での土壌科学的分類
日本の土壌分類では農耕地と森林とで別の分類体系が採用されている。

#### 農耕地土壌分類
日本の農耕地の土壌分類は農林水産省所管の研究機関が開発した。農耕地土壌分類 第3次改訂版（1995）では土壌群24、土壌亜群77、土壌統群204、土壌統303となっている。
| 土壌群                   | 土壌群の定義 | 土壌亜群                        | 土壌亜群の定義                                                                           | 土壌統群                                               |
| ------------------------ | --- | ------------------------------- | ---------------------------------------------------------------------------------------- | ------------------------------------------------------ |
| 01造成土                 | 異種土壌物質が自然に起こりえない状態で厚さ 35 cm 以上盛土された土壌                                                                                                  | 011台地造成土                   | 台地・丘陵地・山地にある                                                                 |                                                        |
|                          | | 012低地造成土                   | 上記以外（低地にある）                                                                   |                                                        |
| 02泥炭土                 | 上記以外の土壌で、有機質土層が表層50cm以内に積算して25cm以上ある土壌（有機質土壌）で、泥炭層が表層50cm以内に積算して25cm以上ある土壌                                 | 021高位泥炭土                   | 泥炭層上部25cmの主たる構成植物がミズゴケ、ホロムイスゲである                             | 1表層無機質、2典型                                     |
|                          | | 022中間泥炭土                   | 泥炭層上部25cmの主たる構成植物がワタスゲやヌマガヤである                                 | 1表層無機質、2典型                                     |
|                          | | 023低位泥炭土                   | 上記以外の泥炭土（泥炭層上部25cmの主たる構成植物がヨシ、ハンノギである）                 | 1表層無機質、2下層無機質、3典型                        |
| 03黒泥土                 | 上記以外の有機質土壌（黒泥層、または黒泥層と泥炭層を合わせたものが表層50cm以内に積算して25cm以上ある土壌）                                                           | 031普通黒泥土                   |                                                                                          | 1表層無機質、2下層無機質、3典型                        |
| 04ポトゾル               | 上記以外の土壌で、漂白層／腐植または鉄の集積層の層序をもつ土壌 | 041普通ポトゾル                 |                                                                                          |                                                        |
| 05砂丘未熟土             | 上記以外の土壌で、土性が砂土または壌質砂土の砂丘堆積 | 051湿性砂丘未熟土               | 地表下50cm以内からジピリジル反応を呈するか、地表下50cm以内に年間の半分以上地下水位がある |                                                        |
|                          | | 052腐植質砂丘未熟土             | 腐植質～多腐植質表層≧25cm                                                                |                                                        |
|                          | | 053普通砂丘未熟土               | 上記以外の砂丘未熟土                                                                     |                                                        |
| 06火山放出物未熟土       | 上記以外の土壌で、リン酸吸収係数Pab＜1500の未風化火山放出物が、表層50cm以内に25cm以上ある土壌                                                                        | 061湿性火山放出物未熟土         | 地表下50cm以内からジピリジル反応を呈するか、年間の半分以上地下水位が地表下50cm以内にある | 1下層泥炭、2下層低地、3典型                            |
|                          | | 062腐植質火山放出物未熟土       | 腐植質～多腐植質表層≧25cm                                                                | 1盤層型、2下層低地、3下層黒ボク、4典型                 |
|                          | | 063普通火山放出物未熟土         | 上記以外の火山放出物未熟土                                                               | 1盤層型、2下層低地、3下層黒ボク、4典型                 |
| 07黒ボクグライ土         | 上記以外の土壌で、リン酸吸収係数Pab≧1500の土層が、表層50cm以内に積算して25cm以上ある土壌（黒ボク土壌）で、地表下50cm以内にグライ層または有機質土層の上端が現れる土壌 | 071泥炭質黒ボクグライ土         | 表層100cm以内に積算して25cm以上の厚さの有機質土層をもつ                                  | 1多腐植質、2典型                                       |
|                          | | 072厚層黒ボクグライ土           | 腐植質～多腐植質表層≧50cm                                                                | 1多腐植質、2腐植質                                     |
|                          | | 073普通黒ボクグライ土           | 上記以外の黒ボクグライ土                                                                 | 1礫質、2多腐植質、3典型                                |
| 08多湿黒ボク土           | 上記以外の黒ボク土壌で、地表下50cm以内に斑鉄層または灰色で斑紋をもつ層の上端が現れる土壌                                                                             | 081下層台地多湿黒ボク土         | 地表下50cm以内に埋没非黒ボク性台地土壌の上端が現れる                                     |                                                        |
|                          | | 082下層低地多湿黒ボク土         | 地表下50cm以内に埋没非黒ボク性低地土壌の上端が現れる                                     | 1礫質、2多腐植質、3典型                                |
|                          | | 083厚層多湿黒ボク土             | 腐植質～多腐植質表層≧50cm                                                                | 1礫質、2多腐植質、3典型                                |
|                          | | 084普通多湿黒ボク土             | 上記以外の多湿黒ボク土                                                                   | 1礫質、2多腐植質、3典型                                |
| 09森林黒ボク土           | 上記以外の黒ボク土壌で、有機物含量OM≧10％以上、かつ明度／彩度が1.7／1、2／1、2／2以外の表層土をもつ土                                                                |                                 |                                                                                          |                                                        |
| 10非アロフェン質黒ボク土 | 上記以外の黒ボク土壌で、リン酸吸収係数Pab≧1500の次表層の交換酸度Y1≧5の土壌                                                                                           | 101水田化非アロフェン質黒ボク土 | 遊離鉄含量が作土の2倍以上で斑紋のある次表層位をもつ                                      | 1火山礫質、2非火山礫質、3下層低地、4淡色、5典型        |
|                          | | 102厚層非アロフェン質黒ボク土   | 植質～多腐植質表層≧50cm                                                                  | 1多腐植質、2腐植質                                     |
|                          | | 103普通非アロフェン質黒ボク土   | 上記以外の非アロフェン質黒ボク土                                                         | 1火山礫質、2非火山礫質、3淡色、4多腐植質、5腐植質      |
| 11黒ボク土               | 上記以外の黒ボク土壌 | 111水田化黒ボク土               | 遊離鉄含量が作土の2倍以上で斑紋のある次表層位をもつ                                      | 1火山礫質、2非火山礫質、3下層低地、4淡色、5厚層、6典型 |
|                          | | 112下層台地黒ボク土             | 地表下50cm以内に埋没非黒ボク性台地土壌の上端が現れる                                     | 1礫質、2淡色、3多腐植質、4腐植質                       |
|                          | | 113下層低地黒ボク土             | 地表下50cm以内に埋没非黒ボク性低地土壌の上端が現れる                                     | 1礫質、2淡色、3多腐植質、4腐植質                       |
|                          | | 114淡色黒ボク土                 | 腐植質～多腐植質表層なし                                                                 | 1礫質、2盤層型、3典型                                  |
|                          | | 115厚層黒ボク土                 | 腐植質～多腐植質表層≧50cm                                                                | 1礫質、2盤層型、3多腐植質、4腐植質                     |
|                          | | 116普通黒ボク土                 | 上記以外の黒ボク土                                                                       | 1礫質、2盤層型、3多腐植質、4腐植質                     |
| 12低地水田土             | 上記以外の土壌で、沖積堆積物が表層50cm以内に積算して25cm以上ある土壌（低地土壌）で、鉄集積層をもつか、灰色化層の下端が地表から50cm以深に及んでいる土壌               | 121漂白化低地水田土             | 作土に斑紋がないか、遊離鉄含量（Fed）〈0．4％〉                                          | 1礫質、2典型                                           |
|                          | | 122表層グライ化低地水田土       | 1年を通じて消失しない厚さ10cm以上の逆グライ層をもつ                                      | 1礫質、2細粒質、3典型                                  |
|                          | | 123下層褐色低地水田土           | 地表下100cm以内に黄褐色の土層の上端が現れる                                              | 1礫質、2細粒質、3中粒質、4粗粒質                       |
|                          | | 124湿性低地水田土               | 地表下50～75cmに斑鉄層の上端が現れる                                                     | 1細粒質、2中粒質、3粗粒質                              |
|                          | | 125灰色化低地水田土             | 上記以外の低地水田土                                                                     | 1礫質、2細粒質、3中粒質、4粗粒質                       |
| 13グライ低地土           | 記以外の低地土壌で、地表下50cm以内に地下水グライの上端が現れる土壌                                                                                                   | 131硫酸酸性質グライ低地土       | 地表下75cm以内に硫化物または硫酸を含み、pH（H202）＜3またはpH（H20）＜4の層が現れる      | 1細粒質、2典型                                         |
|                          | | 132泥炭質グライ低地土           | 表層100cm以内に積算して25cm以上の有機質土層がある                                        | 1細粒質、2中粒質、3粗粒質                              |
|                          | | 133腐植質グライ低地土           | 腐植質～多腐植質表層≧25cm                                                                | 1礫質、2細粒質、3典型                                  |
|                          | | 134表層灰色グライ低地土         | 地表下25～50cmの間に斑鉄層をもつ                                                         | 1礫質、2細粒質、3中粒質、4粗粒質                       |
|                          | | 135還元型グライ低地土           | 地表下25cm以深のグライ層に斑鉄がない                                                     | 1礫質、2細粒質、3中粒質、4粗粒質                       |
|                          | | 136斑鉄型グライ低地土           | 上記以外のグライ低地土                                                                   | 1礫質、2細粒質、3中粒質、4粗粒質                       |
| 14灰色低地土             | 上記以外の陸成土壌で、地表下50cm以内に灰色で斑紋をもつ層の上端が現れる土壌                                                                                           | 141硫酸酸性質灰色低地土         | 地表下75cm以内に硫化物または硫酸を含み、pH（H202）＜3またはpH（H20）＜4の層が現れる      | 1細粒質、2典型                                         |
|                          | | 142腐植質灰色低地土             | 腐植質～多腐植質表層≧25cm                                                                | 1礫質、2細粒質、3典型                                  |
|                          | | 143表層グライ化灰色低地土       | 1年を通じ消失しない厚さ10cm以上の逆グライ層をもつ                                        | 1礫質、2細粒質、3典型                                  |
|                          | | 144グライ化灰色低地土           | 地表下50～75cmに地下水グライ層の上端が現れる                                             | 1細粒質、2中粒質、3粗粒質                              |
|                          | | 145下層黒ボク灰色低地土         | 地表下50cm以内に埋没黒ボク土壌の上端が現れる                                             | 1細粒質、2典型                                         |
|                          | | 146普通灰色低地土               | 上記以外の灰色低地土                                                                     | 1礫質、2細粒質、3中粒質、4粗粒質                       |
| 15未熟低地土             | 上記以外の低地土壌で、斑紋をもたず、未風化で母材のままの色を呈する土壌                                                                                               | 151湿性未熟低地土               | 地表下50cm以内に年間の半分以上地下水位が現れる                                           | 1礫質、2典型                                           |
|                          | | 152普通未熟低地土               | 上記以外の未熟低地土                                                                     | 1礫質、2典型                                           |
| 16褐色低地土             | 上記以外の低地土壌 | 161湿性褐色低地土               | 地表下50～75cmに斑鉄層の上端が現れる                                                     | 1礫質、2細粒質、3中粒質、4粗粒質                       |
|                          | | 162腐植質褐色低地土             | 腐植質～多腐植質表層≧25cm                                                                | 1礫質、2細粒質、3典型                                  |
|                          | | 163水田化褐色低地土             | 作土下方まで灰色化し斑紋をもつ（鉄集積層、灰色化層をもたない）                           | 1礫質、2細粒質、3中粒質、4粗粒質                       |
|                          | | 164普通褐色低地土               | 上記以外の褐色低地土                                                                     | 1礫質、2細粒質、3中粒質、4粗粒質                       |
| 17グライ台地土           | 上記以外の土壌で、山地・丘陵地・台地に分布する土壌（陸成土壌）で、地表下50cm以内に一年を通じて消失しない厚さ10cm以上のグライ層の上端が現れる土壌                     | 171腐植質グライ台地土           | 腐植質～多腐植質表層≧25cm                                                                |                                                        |
|                          | | 172普通グライ台地土             | 上記以外のグライ台地土                                                                   | 1礫質、2細粒質、3典型                                  |
| 18灰色台地土             | 上記以外の陸成土壌で、地表下50cm以内に灰色で斑紋をもつ層の上端が現れる土壌                                                                                           | 181腐植質灰色台地土             | 腐植質～多腐植質表層≧25cm                                                                |                                                        |
|                          | | 182普通灰色台地土               | 上記以外の灰色台地土                                                                     | 1礫質、2細粒質、3典型                                  |
| 19岩屑土                 | 上記以外の陸成土壌で①地表下30cm以内から岩盤が現れるか、②地表下30cm以内から礫層が現れ、かつ60cm以内から岩盤に移行する残積性土壌                                       | 190岩屑土                       |                                                                                          |                                                        |
| 20陸成未熟土             | 上記以外の陸成土壌で①地表下30cm以内から礫層が現れるか、②未風化で母材のままの色を呈する未熟な土壌                                                                     | 200陸成未熟土                   |                                                                                          |                                                        |
| 21暗赤色土               | 上記以外の陸成土壌で①次表層が暗赤色を呈するか②石灰岩に由来し次表層のすべての亜層位でpH（H20）≧5.5または塩基飽和度PBS≧50％の土壌                                      | 211石灰型暗赤色土               | 石灰岩に由来しかつ次表層の全ての亜層位でpH≧5.5                                           | 1礫質、2典型                                           |
|                          | | 212酸性型暗赤色土               | 次表層の少なくとも一つの亜層位でpH<5．5                                                  |                                                        |
|                          | | 213普通暗赤色土                 | 上記以外の暗赤色土（次表層の全ての亜層位でpH≧5．5）                                      |                                                        |
| 22赤色土                 | 上記以外の陸成土壌で、次表層が赤色の土壌 | 221湿性赤色土                   | 地表下50～75cmに低彩度（基質より2単位以上低い）の斑紋に富む以上の層の上端が現れる        | 1礫質、2典型                                           |
|                          | | 222普通赤色土                   | 上記以外の赤色土                                                                         | 1礫質、2細粒質、3典型                                  |
| 23黄色土                 | 上記以外の陸成土壌で、次表層が黄色の土壌 | 231湿性黄色土                   | 地表下50～75cmに灰色で斑紋をもつ層の上端が現れる                                         | 1礫質、2細粒質、3典型                                  |
|                          | | 232ばんど質黄色土               | リン酸吸収係数1000～1500の層が表層50cm以内に25cm以上ある                                 | 1礫質、2細粒質、3典型                                  |
|                          | | 233水田化黄色土                 | 遊離鉄含量が作土の2倍以上で斑紋のある次表層位をもつ                                      | 1細粒質、2典型                                         |
|                          | | 234腐植質黄色土                 | 腐植質～多腐植質表層≧25cm                                                                |                                                        |
|                          | | 235灰白化黄色土                 | 灰色でpH<4.5の表土が10cm以上ある                                                         |                                                        |
|                          | | 236山地黄色土                   | 山地・丘陵地にある                                                                       | 1礫質、2細粒質、3典型                                  |
|                          | | 237台地黄色土                   | 上記以外の黄色土（洪績台地にある）                                                       | 1礫質、2細粒質、3典型                                  |
| 24褐色森林土             | 上記以外の陸成土壌 | 241湿性褐色森林土               | 地表下50～75cmに灰色で斑紋をもつ層の上端が現れる                                         | 1礫質、2細粒質、3典型                                  |
|                          | | 242ばんど質褐色森林土           | リン酸吸収係数1000～1500の層が表層50cm以内に25cm以上ある                                 | 1礫質、2細粒質、3典型                                  |
|                          | | 243腐植質褐色森林土             | 腐植質～多腐植質表層≧25cm                                                                |                                                        |
|                          | | 244塩基型褐色森林土             | 次表層の全ての亜層位でpH≧6.5                                                             | 1礫質、2細粒質、3典型                                  |
|                          | | 245山地褐色森林土               | 山地・丘陵地にある                                                                       | 1礫質、2細粒質、3典型                                  |
|                          | | 246台地褐色森林土               | 上記以外の褐色森林土（洪積台地にある）                                                   | 1礫質、2細粒質、3典型                                  |

#### 林野土壌分類
日本における林野土壌の分類法は、大政正隆博士による東北地方のブナ林土壌の研究を基礎とする。この初期の分類体系は土壌生成の理論で土壌形態を識別し、土壌を分類していた。13の土壌基準型を設け、褐色森林土壌群とポドゾル土壌群と地下水土壌群の3土壌群にまとめた。昭和22年に林業試験場の技術指導の下に国有林林野土壌調査事業が始まった。林業試験場は、大政博士の分類体系が広く適合することを確認し、また、分類項目に黒色土と赤色土を追加したり、細かい修正を加えたりした。沖縄の復帰と小笠原の返還後は、亜熱帯林の土壌が新たな調査対象となった。これを機に、林業試験場は新分類の検討を行い、1975年に『林野土壌の分類』を制定した。現在の森林整備には林野土壌の分類が活用されている。

### 海外での土壌科学的分類
自然体アプローチ、例えばFrench Soil Reference System (Référentiel pédologique français)は、予測される土壌の起源に基づく。米国農務省土壌分類法や世界土壌資源照合基準などの分類体系では、開発に際して、土壌形態に基づく分類基準および、階層的な分類群の見直しと広報のための実験室での試験が利用された。
別のアプローチとして、序列法と呼ばれる、数値を用いた分類法がある。この方法ではクラスター分析などの多変量の統計的手法によって個々の土壌はグループ化される。序列法では土壌生成の起源についての情報を必要としない。
米国で実施された土壌調査では、土壌分類は通常、土壌形態と、土壌形成で生じた特性に基づいた基準を意味する。この基準は、土地利用と運用の際の選択肢を導くよう設計されている。これは、自然的および客観的基準を複合した階層的体系である。USDA土壌分類法は、マップ単位で土壌を区別するための核心となる基準を提供する。この分類法は、厳密に自然系だった1938 USDA soil taxonomyの実質的な改正である。土壌マップ単位に基づく土壌分類法は、技術的な分類体系に基づいた分類項目へとさらに分類される。例としてLand Capability Classes、hydric soilおよびprime farmlandがある。
科学的な土壌分類システムに加えて、その地域固有の土壌分類体系もある。科学に基づく体系は近年発達したものであり、民間分類法は数千年にわたって使用されてきた。

## 文献
- Eswaran, H., Rice, T., Ahrens, R., & Stewart, B. A. (Eds.). (2002). Soil classification : a global desk reference. Boca Raton, Fla.: CRC Press.

### 現在の国際的体系
- Buol, S.W., Southard, R.J., Graham, R.C., and McDaniel, P.A. (2003). Soil Genesis and Classification, 5th Edition. Iowa State Press - Blackwell, Ames, IA.
- Driessen, P., Deckers, J., Spaargaren, O., & Nachtergaele, F. (Eds.). (2001). Lecture notes on the major soils of the world. Rome: FAO.
- FAO. (1998). World Reference Base for Soil Resources. Rome: Food and Agriculture Organization of the United Nations.

### 現在の各国の土壌体系
- Agriculture Canada Expert Committee on Soil Survey. (1987). The Canadian system of soil classification (2nd ed.). Ottawa: Canadian Government Publishing Centre.
- Avery, B. W. (1980). Soil classification for England and Wales: higher categories. Cranfield, England: Cranfield University, Soil Survey & Land Research Centre/National Soil Resources Institute.[8]
- Baize, D., & Girard, M. C. (Eds.). (1995). Référentiel pédologique 1995. Paris: Institut National de la Recherche Agronomique.
- Baize, D., & Girard, M. C. (Eds.). (1998). A sound reference base for soils: The "Référentiel Pédologique" (English translation by Hodgson J.M., Eskenazi N.R., & Baize D. ed.). Paris: Institut National de la Recherche Agronomique.
- Hewitt, A. E. (1992). Soil classification in New Zealand: legacy and lessons. Australian Journal of Soil Research, 30, 843-854.
- Isbell, R. F. (1996). The Australian soil classification. Collingwood, Victoria, Australia: CSIRO.
- Soil Classification Working Group. (1991). Soil classification: a taxonomic system for South Africa. Pretoria: Department of Agricultural Development, RSA.
- Soil Survey Staff. (1999). Soil taxonomy: a basic system of soil classification for making and interpreting soil surveys (2nd ed.). Washington, DC: US Department of Agriculture Soil Conservation Service.

### 現在の技術的体系
技術的な土壌分類体系は、直接的な土壌生成での分類よりも、土壌に特異的な側面や品質を表現することに焦点を当てている。このような技術的分類法は特定の用途、例えば土壌と水の関係解析、土地の品質評価、あるいは地盤工学などを念頭に置いて開発されている。
- Boorman, D. B., Hollis, J. M., & Lilly, A. (1995). Hydrology of soil types: a hydrologically-based classification of the soils of the United Kingdom (No. 126): UK Institute of Hydrology.[9]
- Klingebiel, A. A., & Montgomery, P. H. (1961). Land capability classification. Washington, DC: US Government Printing Office.
- Sanchez, P. A., Palm, C. A., & Buol, S. W. (2003). Fertility capability soil classification: a tool to help assess soil quality in the tropics. Geoderma, 114(3-4), 157-185.
- American Society for Testing and Materials, 1985, D 2487-83, Classification of Soils for Engineering Purposes: Annual Book of ASTM Standards. Vol. 04.08, pp 395–408.

### 前時代の体系
- Baldwin, M., Kellogg, C. E., & Thorp, J. (1938). Soil classification. In Soils and men: Yearbook of agriculture (pp. 979–1001). Washington, DC: U.S. Department of Agriculture.
- Simonson, R. W. (1989). Historical aspects of soil survey and soil classification with emphasis on the United States, 1899-1970. Wageningen, NL: International Soil Reference and Information Centre (ISRIC).

### 理論
- Butler, B. E. (1980). Soil classification for soil survey. Oxford: Oxford Science Publications.Science, 96,
- Cline, M. G. (1949). Basic principles of soil classification. Soil Science, 67(2), 81-91.
- Cline, M. G. (1963). Logic of the new system of soil classification. Soil 17-22.
- Webster, R. (1968). Fundamental objections to the 7th approximation. Journal of Soil Science, 19, 354-366.
- Terzaghi Karl (1924). Soil Mechanics in Engineering Practice, Wiley-Interscience; 3 Sub-edition (January 1996, ISBN 0-471-08658-4)

### 数値による分類法
- McBratney, A. B., & de Gruijter, J. J. (1992). A continuum approach to soil classification by modified fuzzy k-means with extragrades. Journal of Soil Science, 43(1), 159-175.